# 120214 Danteberdeguez
120214 Danteberdeguez este o planetă minoră (asteroid) din centura de asteroizi. A fost descoperită pe 15 martie 2004 la Catalina Station⁠(d) de Catalina Sky Survey. 
Obiectul prezintă o orbită caracterizată de o semiaxă mare de 2,8129948234046 UAi, o excentricitate de 0,07, o înclinație de 4,9 ° în raport cu ecliptica.